# 존 메이혼
존 메이혼(영어: John Mahon, 1956년 1월 23일 ~ )은 미국의 타악기 연주자이다.
1997년부터 엘튼 존 밴드의 구성원으로서 퍼커션과 코러스를 맡고 있다.